# جبال ساوتوث (مينيسوتا)

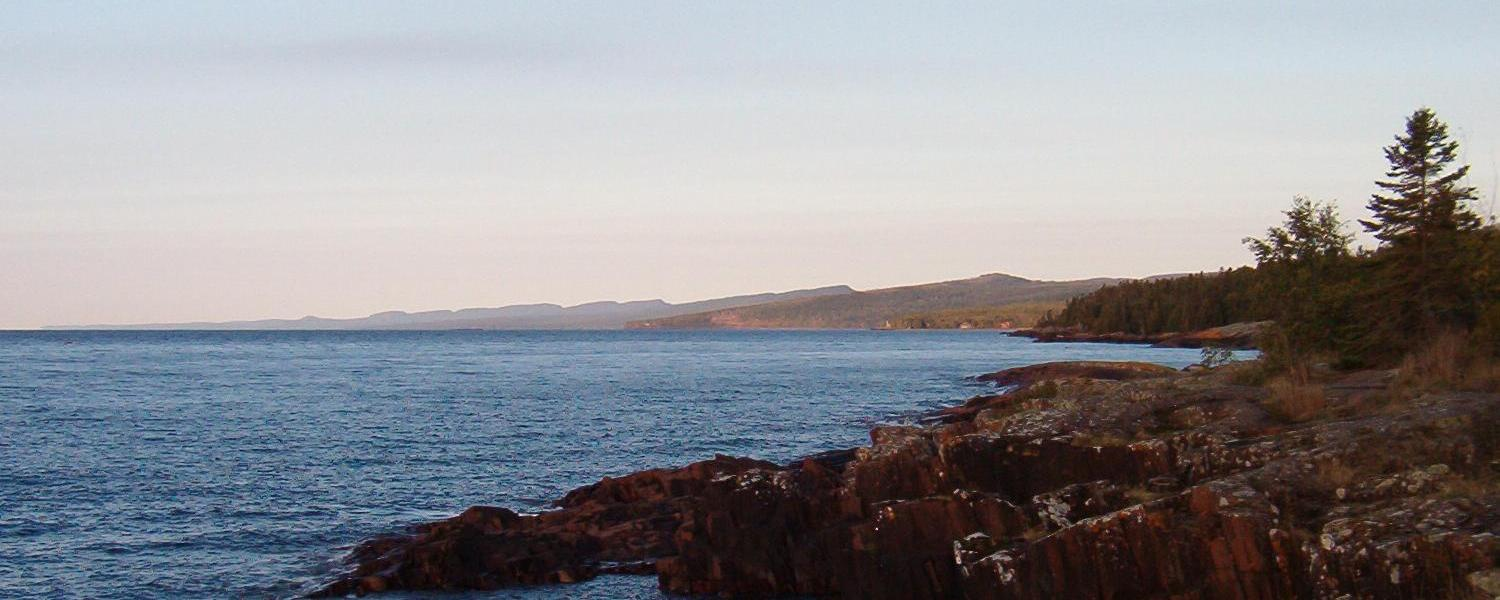
جبال Sawtooth على شاطئ بحيرة سوبيريور ، تطل غربًا جنوب غربًا من Grand Marais ، مينيسوتا

جبال ساوتوث مجموعه من التلال أو السلاسل الجبلية الصغيرة على الشاطئ الشمالي لبحيرة سوبيريور في ولاية مينيسوتا الأمريكية و تمتد حوالي 30 ميلاً (50   كم) من كارلتون بيك بالقرب من توفت غربًا إلى جراند ماريه في الشرق.

## وصف

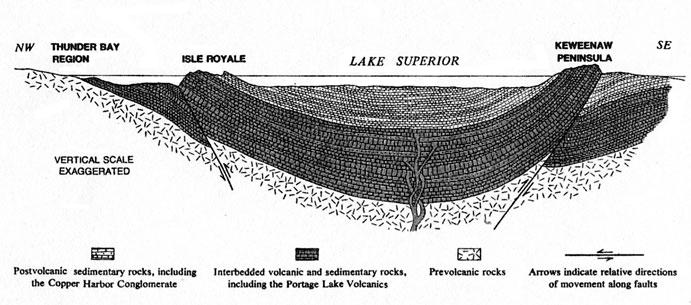
مقطع عرضي لحوض بحيرة سوبيريور شرق ساوتوثس ، يظهر نفس الطبقات المائلة من الصخور البركانية التي تشكل الجبال.

جبال ساوتوث هي جزء من المرتفعات الشمالية شور، وهي منطقة من التضاريس الوعرة على طول الساحل الشمالي لبحيرة سوبيريور في وسط أمريكا الشمالية. ويبلغ ارتفاع ساوتوث من البحيرة بزاوية تتراوح بين 8 و 20 درجة وتنخفض بشدة على جوانبها الشمالية. حصلوا على اسمهم نتيجة لحجمهم وزواياهم المنتظمة نسبيًا وانتظام المسافات ؛ كما يُرى من بحيرة سوبيريور إلى الشرق ، «يمثل خط القمة المرئي صورة رائعة ، تشبه أسنان المنشار الهائل».

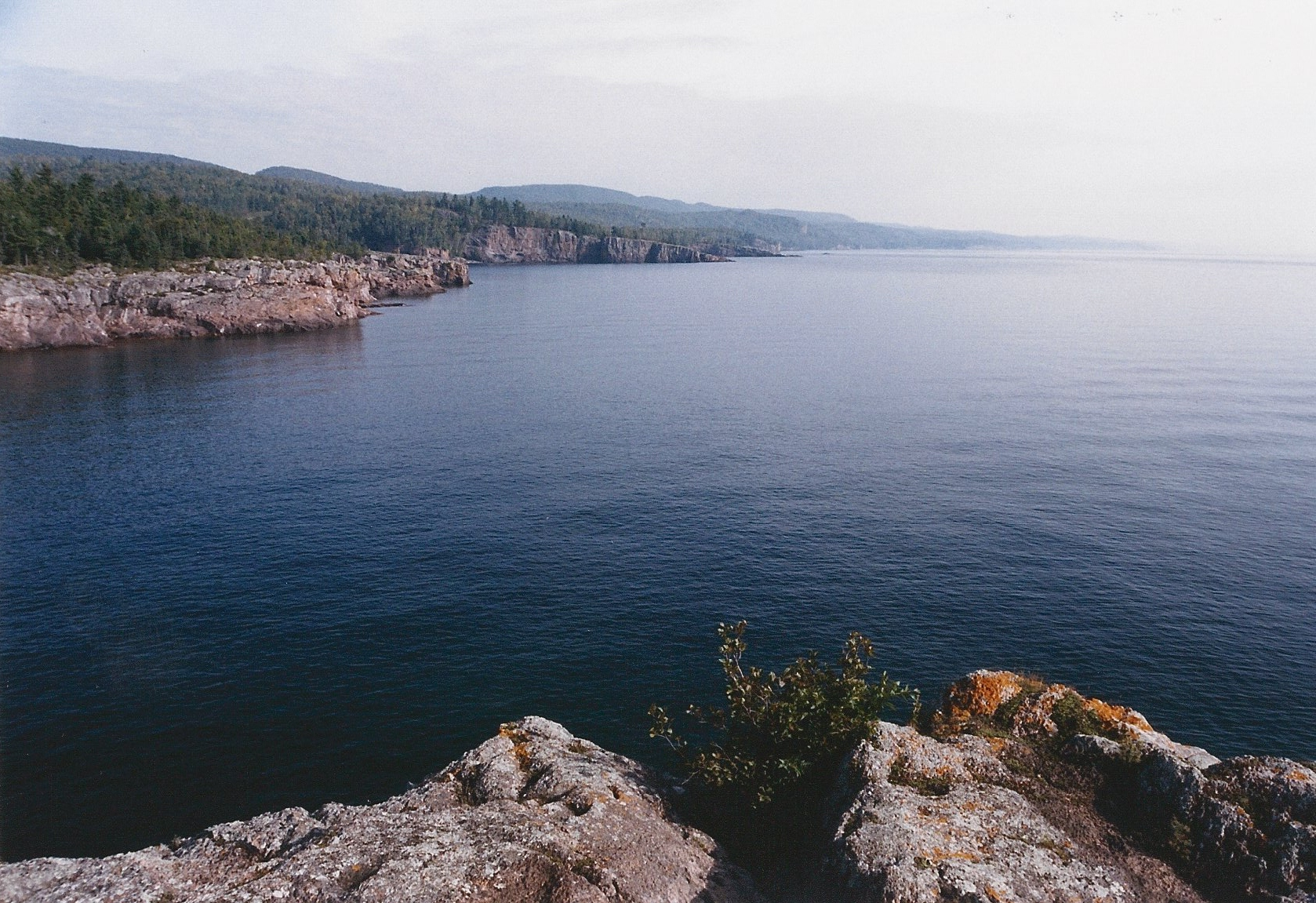
جبال ساوتوث وشاطئ بحيرة سوبيريور يطل على الشمال الشرقي من باليسيد هيد.

من الغرب ، ترتفع جبال ساوتوث من نهر تمبرانس ، تبرز بروز رئيسي هي كارلتون بيك فوق متنزه نهر تمبرانس ستيت ، وجبل ليفو ومقبض مباشرة عبر نهر البصل ، جبل موس ، جبل النسر في لوتسن ، القمم على طول سلسلة من التلال فوق حديقة كاسكيد ريفر الحكومية وجبل مورفي وسوتوث بلاف فوق جراند ماريه.

## السياحة
تعد ساوتوثس موطنًا للعديد من قمم الجبال والأنهار والشلالات والحدائق العامة. الحياة البرية وفيرة في ساوتوثس ، بما في ذلك النسور والصقور والغزلان والموس والعديد من الثدييات الصغيرة. بعض المواقع البارزة تشمل:
- كاسكيد ريفر ستيت بارك
- Judge CR Magney State Park
- ممر مشي متفوق
- الغابات الوطنية العليا
- متنزه نهر نهر الدولة

يقع منتجع جبال لوتسن للتزلج في ساوتوثس ، شمال غرب بلدة لوتسن ؛ تشتمل المنطقة جبل موس ، أحد أعلى القمم في النطاق ، وجبل إيجل (يتم تمييزه عن جبل إيجل الآخر في مقاطعة كوك ، وهو أعلى قمة في الولاية ، ويقع في الداخل جيدًا من شاطئ البحيرة).